# Loricariinae
Die Loricariinae sind eine Unterfamilie südamerikanische Welse, die sich dem Leben in schnell strömenden Bächen und Flüssen angepasst haben. Im deutschen werden die Fische oft als Hexenwelse bezeichnet.

## Merkmale
Charakteristisch für die Loricariinae ist ihre schlanke, langgestreckt Körperform, ihr langer und abgeflachter Schwanzflossenstiel und das Fehlen einer Fettflosse. An jeder Körperseite besitzen sie nur eine Knochenplattenreihe. In Körperform, Morphologie des Saugmauls und der Bezahnung sind sie sehr variabel. Viele Arten zeigen einen ausgesprochenen Sexualdimorphismus, der sich an der Größenzunahme der Brustflossenstrahlen der Männchen und an den Lippen und der Zahnstruktur zeigt. Einige Arten sind zahnlos.

## Lebensweise
Von ihrer Lebensweise können innerhalb der Loricariinae zwei Ökotypen unterschieden werden, Sandbewohner und die Bewohner von Steinen und Holzsubstraten. Die erste Gruppe ernährt sich omnivor und/oder carnivor und besitzt oft ein speziell gestaltetes, mit vielen Lippenbarteln versehenes Maul um Nahrung im sandigen Gewässergrund zu ertasten. Die auf Steinen oder Hölzern lebenden Loricarinen verfügen über ein sehr kräftiges Maul um sich festzuhalten und ernähren sich als Aufwuchsfresser vor allem von Algen. Alle Loricariinae betreiben Brutpflege. Unter ihnen gibt es Substratlaicher, Höhlenbrüter und Maul- bzw. Lippenbrüter.

## Innere Systematik

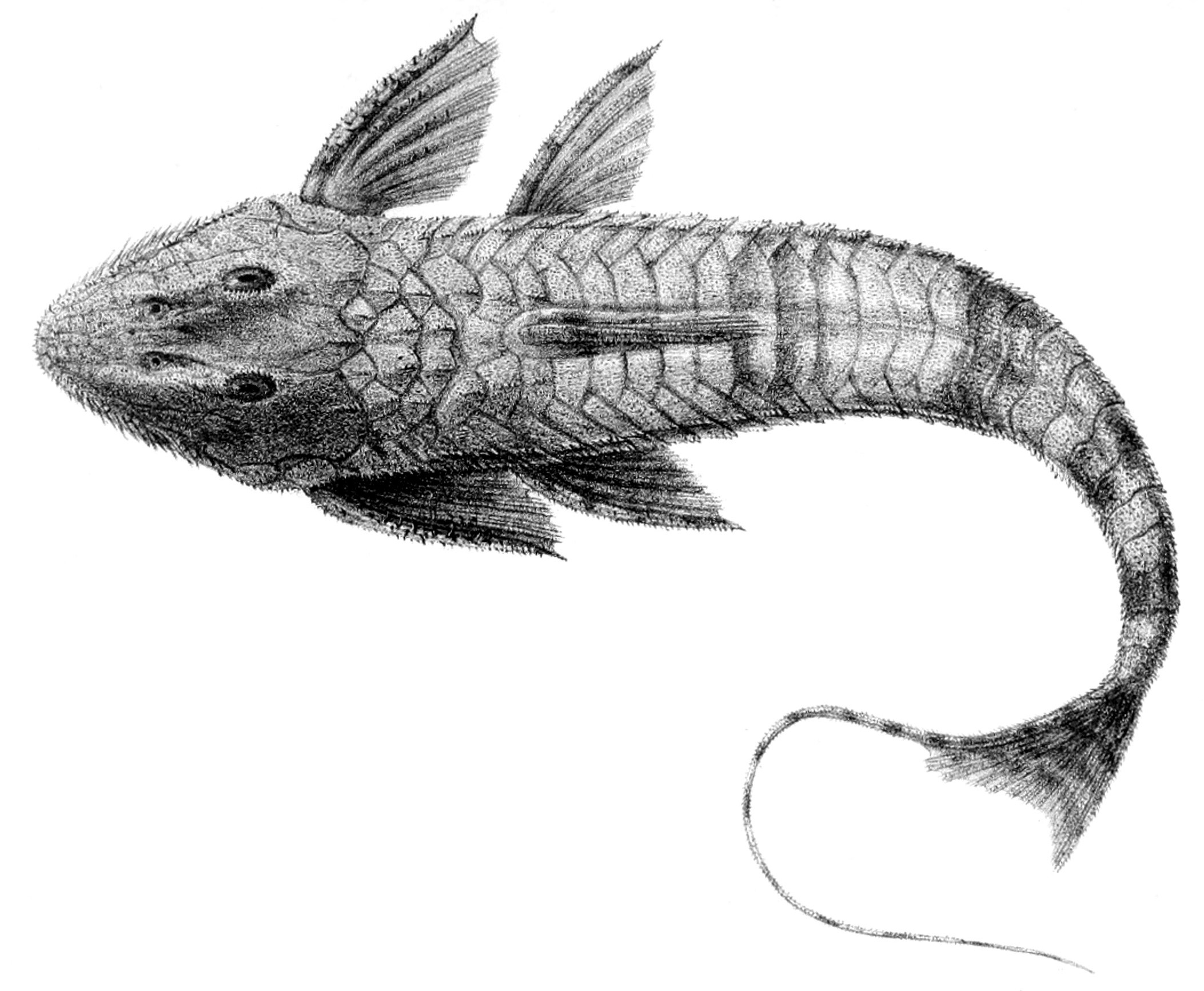
Spatuloricaria evansii
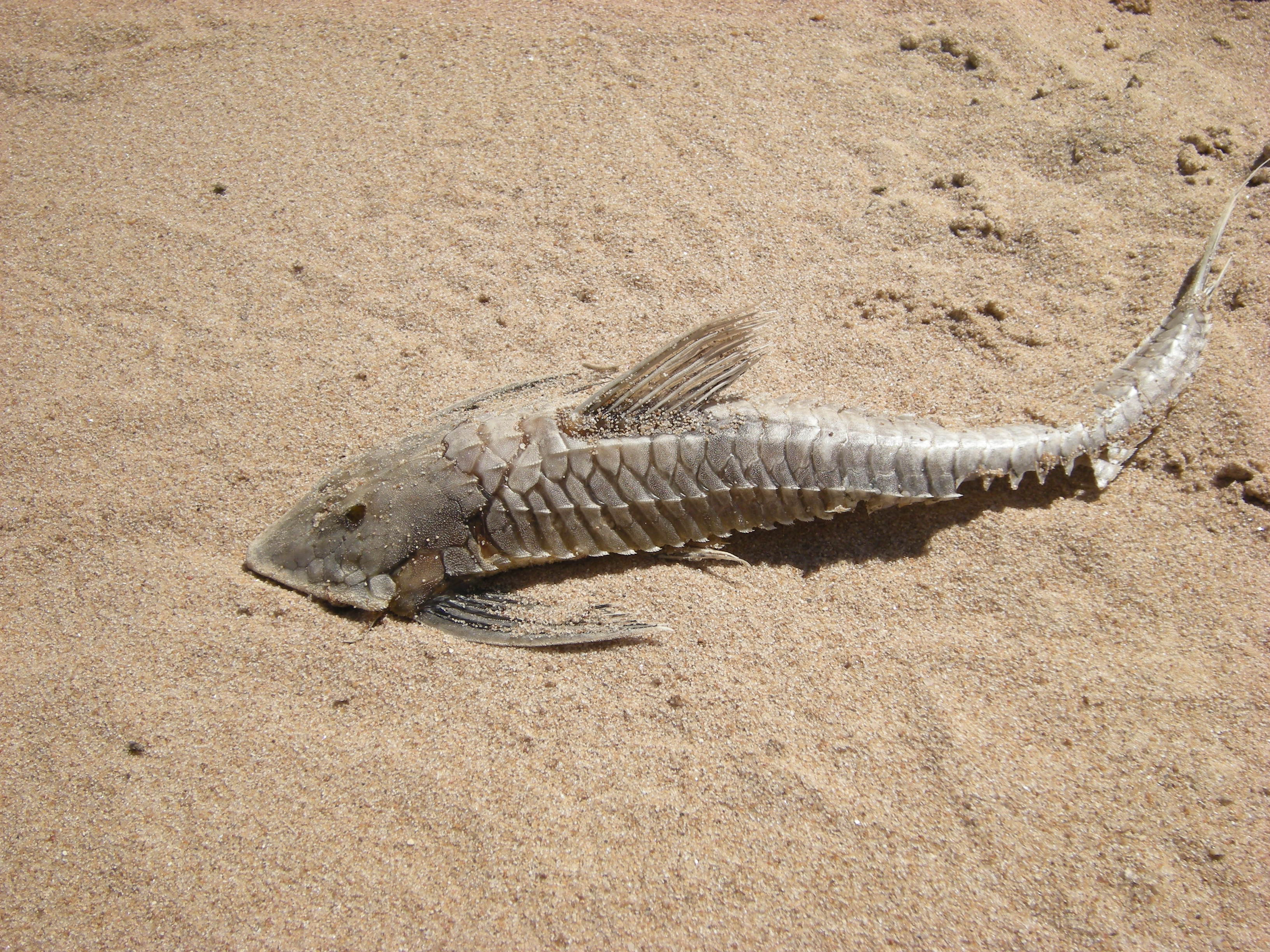
Paraloricaria vetula
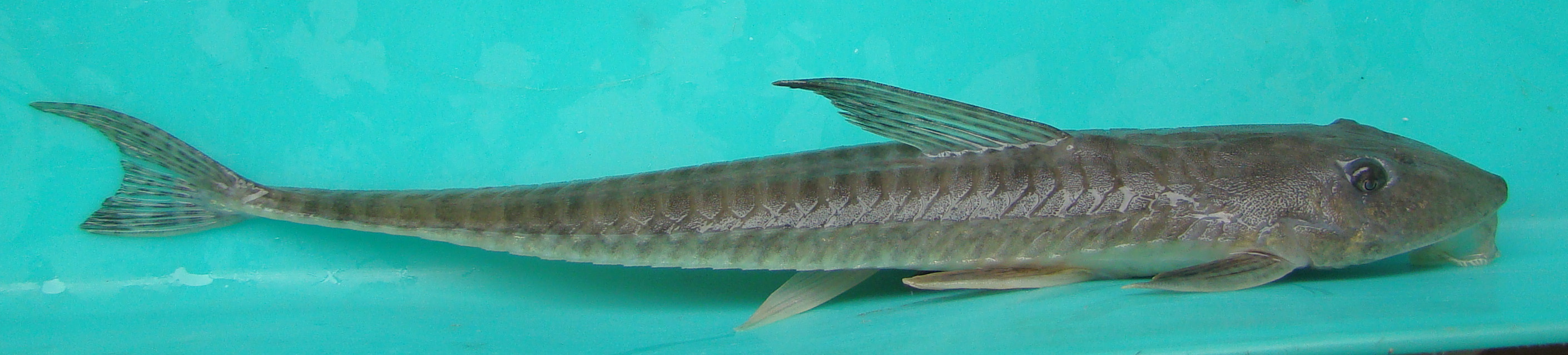
Loricariichthys anus
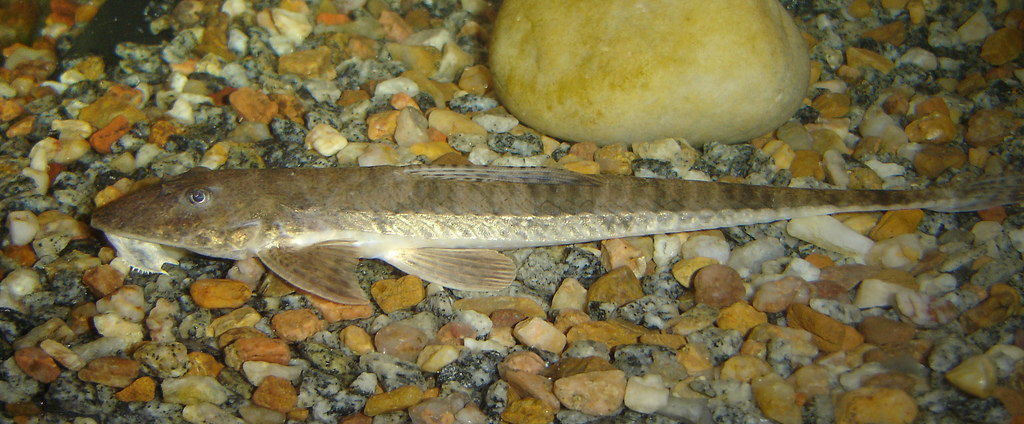
Rineloricaria longicauda
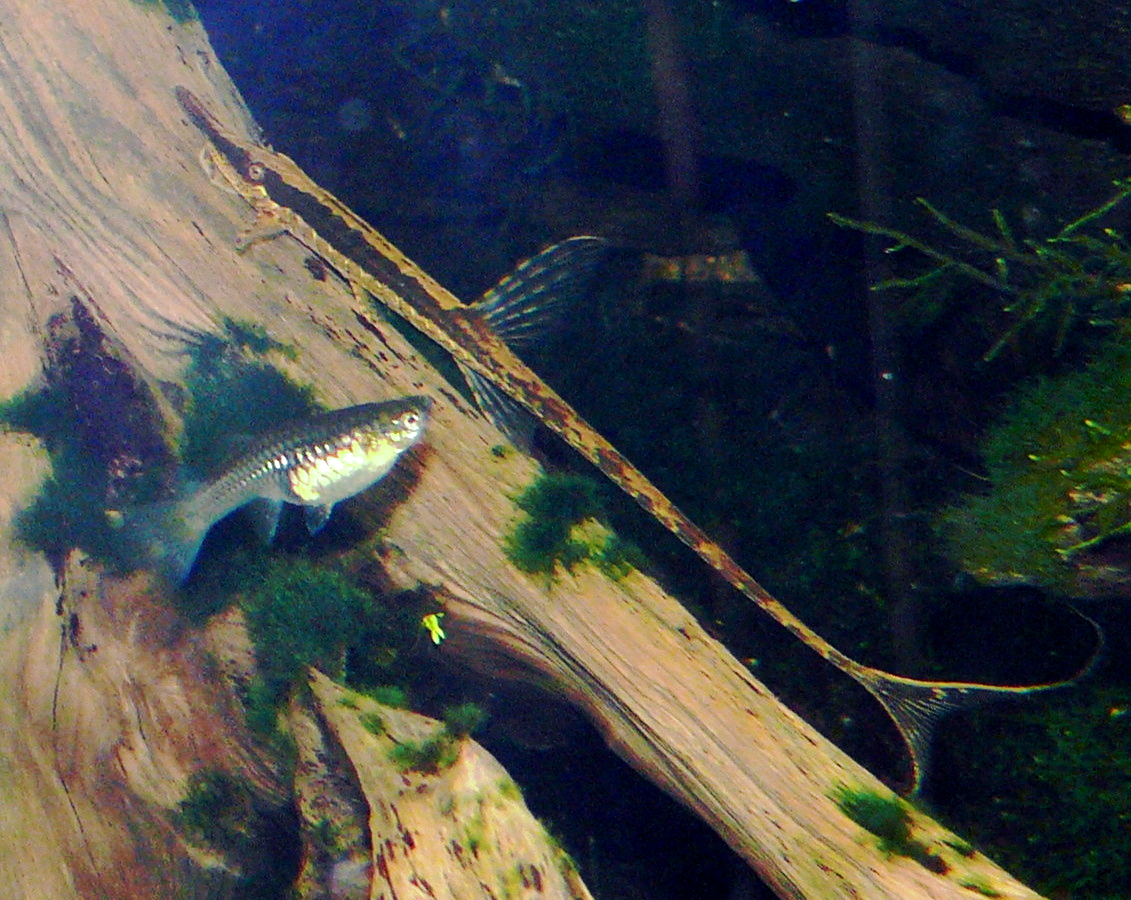
Farlowella arcus
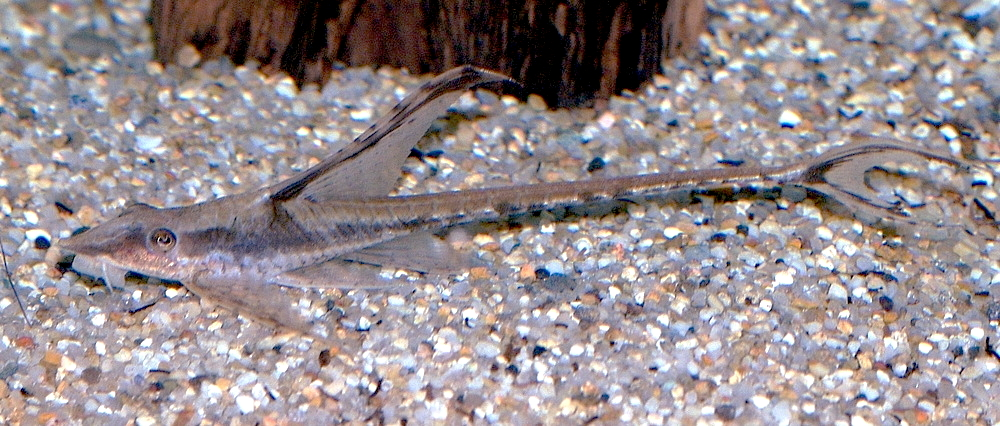
Sturisoma panamense

Es gibt 31 Gattungen und über 200 Arten in zwei Triben. 

### Tribus Loricariini
- Spatuloricaria
- Loricaria Gruppe
  - Brochiloricaria
  - Loricaria
  - Paraloricaria
  - Ricola
- Loricariichthys Gruppe
  - Furcodontichthys
  - Hemiodontichthys
  - Limatulichthys
  - Loricariichthys
  - Pseudoloricaria
- Pseudohemiodon Gruppe
  - Apistoloricaria
  - Crossoloricaria
  - Dentectus
  - Planiloricaria
  - Pyxiloricaria
  - Rhadinoloricaria
  - Pseudohemiodon
  - Reganella
- Rineloricaria Gruppe
  - Dasyloricaria
  - Ixinandria
  - Rineloricaria

### Tribus Harttiini
- Aposturisoma
- Cteniloricaria
- Farlowella
- Harttia
- Harttiella
- Lamontichthys
- Metaloricaria
- Pterosturisoma
- Sturisoma
- Sturisomatichthys